# NGC 7111
NGC 7111 في الفهرس العام الجديد، هي صفحة ويكيميديا مكررة، تقع في كوكبة . اكتشفت .

## روابط خارجية
- NGC 7111 على موقع ويكي سكاي: DSS2, SDSS, GALEX, IRAS, Hydrogen α, X-Ray, Astrophoto, Sky Map, Articles and images